# Народно позориште Василе Александри у Јашију
Народно позориште у Јашију (или Национално позориште Василе Александри; на румунском: Teatrul Național Vasile Alecsandri) у Јашију, у Румунији, је најстарије национално позориште и једна од најпрестижнијих позоришних институција у Румунији. Године 1956. добило је име познатог румунског драмског писца и песника Васила Александра. У згради се такође налази Румунска национална опера.

## Историја
Прва драмска представа представљена на румунском језику (и једна од првих позоришних представа на румунском) била је Mirtil and Hloe коју је адаптирао и поставио Георге Асаки, а одржана је у главном граду Молдавије, Јашију, 27. децембра 1816.
Народно позориште је основано 15. маја 1840. године, као Велико позориште Молдавије, када је трупа на румунском језику, коју је предводио Косташ Карађали, уједињена са француском трупом, под јединственим руководством Васила Александра и управом Костакеа Карађиалија. 22. децембра 1846. године у некадашњем двору кнеза Михаила Стурџе, на брду Копоу, свечано је отворена нова сала за аудијенцију.

## Зграда
У ноћи између 17. и 18. фебруара 1888. године, зграда позоришта је изгорела у пожару. Напори за изградњу новог позоришног здања кулминирали су 1894. године када је потписан уговор са бечким архитектима Фердинандом Фелнером и Херманом Хелмером, који су пројектовали неколико позоришта и палата широм Европе, укључујући позоришта у Клуж-Напоки, Орадеи (Великом Варадину), Темишвару и Черновцима.
За грађевинске радове потписан је уговор са букурештанском компанијом, а електрану је изградила фирма из Берлина. Позоришна електрана је такође снабдевала електричном енергијом 12 електричних лампи које осветљавају Позоришни трг, чиме је обележен почетак електрификације у граду Јашију. Радови на изградњи трајали су две године, а 1. и 2. децембра 1896. године одржане су свечаности поводом инаугурације уз Флехтенмахерову Националну увертиру, водвиље Muza de la Burdujeni Костачеа Негруција и Cinel-cinel, Василеа Александрија, као и комедију у стиховима Poetul romantic Матеја Миљоа.
Зграда Народног позоришта у Јашију је уврштена у Национални регистар историјских споменика.

### Архитектура
Са неокласичним екстеријером и богато украшеним ентеријером у стиловима рококоа и барока, зграда се сматра једном од најелегантнијих у Румунији.
Главна сала је организована у делове, боксове и балкон. Завеса коју је насликао Бечлија М. Ленц, у средини представља алегорију живота са три стадијума и, са десне стране, алегорију уједињења Румуније. Лева страна, коју је осликао Ленцов шегрт, разликује се од остатка завесе стилом и бојом.
Плафон и гвоздену завесу осликао је Александар Голц. Гвоздена завеса, која у потпуности одваја сцену од хола, приказује орнаменте постављене симетрично, а плафон као наративну основу има Архетипску причу, приказану у рајским алегоријама, са нимфама и купидонима уоквиреним рококо штукатуром.
1.418 електричних сијалица и лустер са 109 венецијанских кристалних лампи осветљавају салу.